# Dziura w Czarnej Turni II

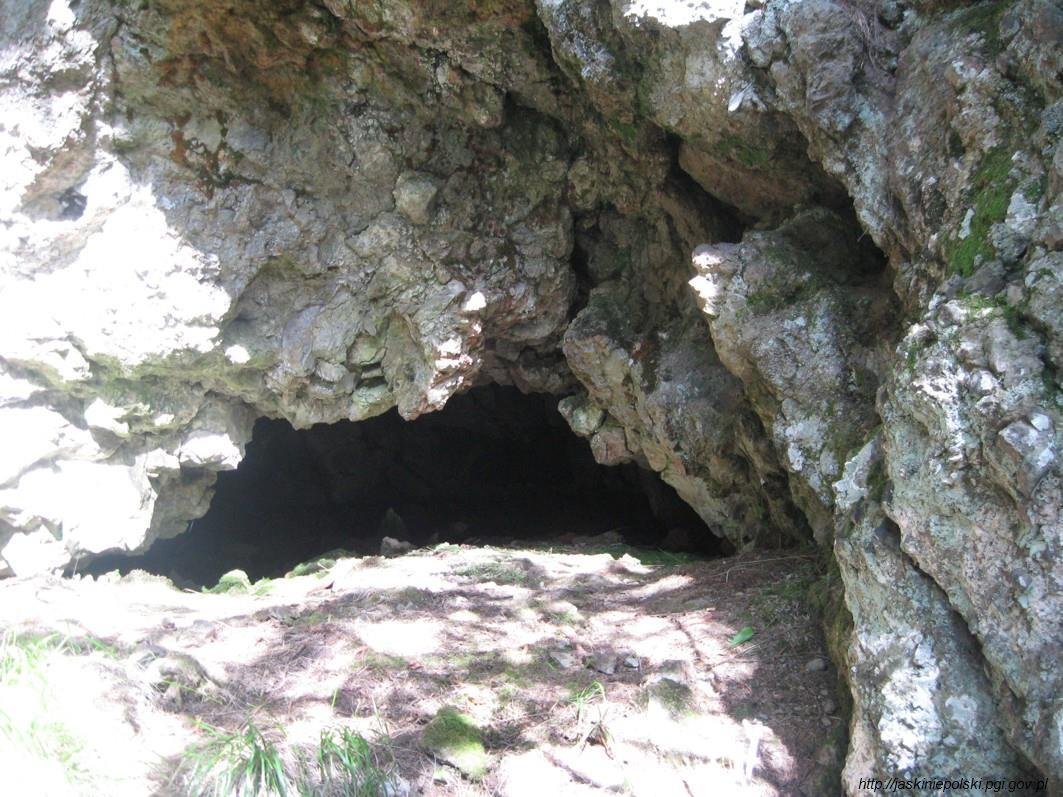
Otwór jaskini

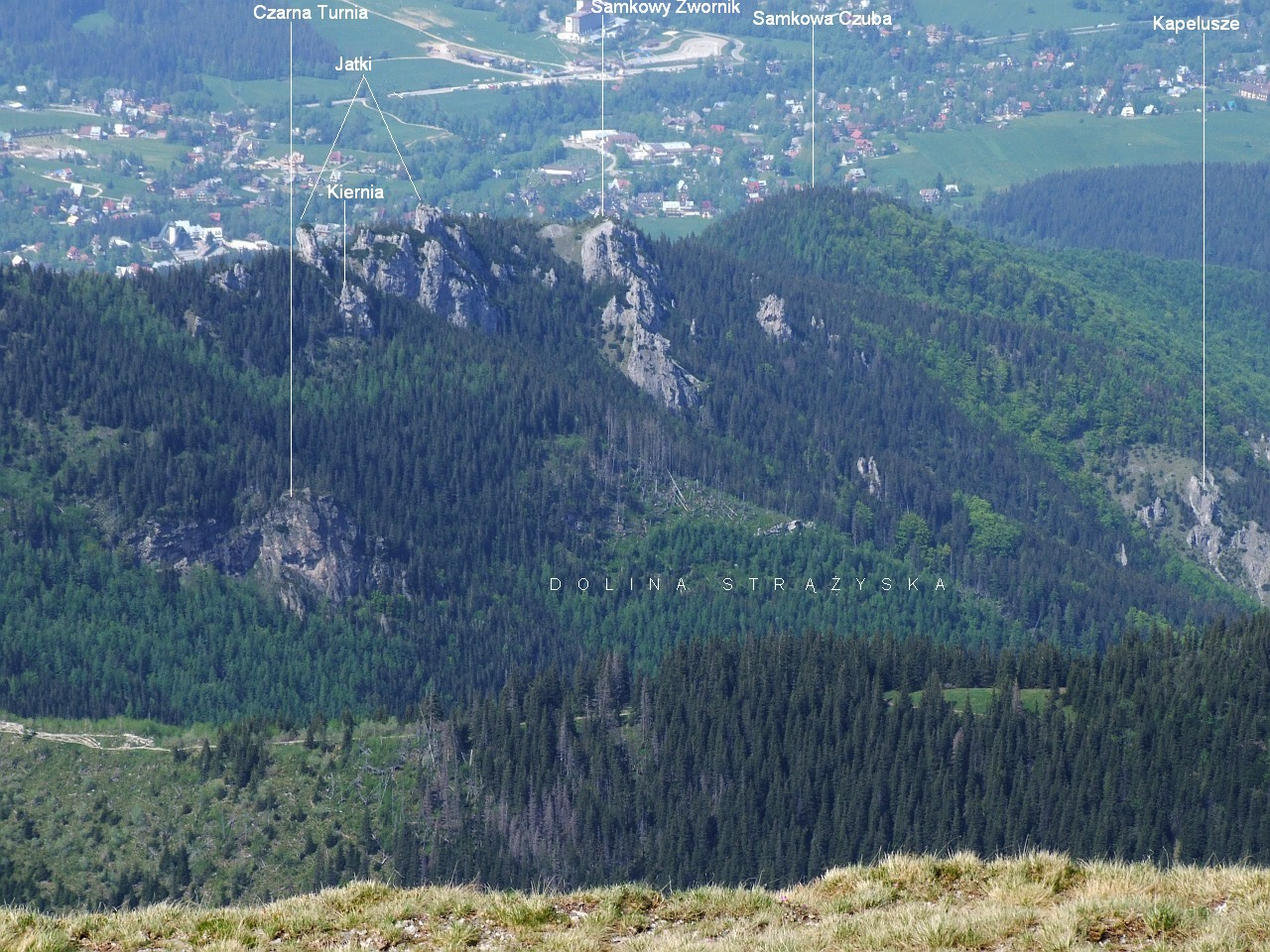
Grzbiet Łysanek. Po lewej Czarna Turnia

Dziura w Czarnej Turni II – jaskinia, a właściwie schronisko, w Dolinie Strążyskiej w Tatrach Zachodnich. Wejście do niej znajduje się w Dolinie Grzybowieckiej, w grzbiecie Łysanek, pod ścianą Czarnej Turni, w pobliżu Dziury w Czarnej Turni I i Dziury w Czarnej Turni III, na wysokości 1282 metrów n.p.m. Jaskinia jest pozioma, a jej długość wynosi 4,5 metrów.

## Opis jaskini
Jaskinię stanowi szczelinowy, niski korytarzyk zaczynający się w niewielkim otworze wejściowym, a kończący szczeliną nie do przejścia.

## Przyroda
W jaskini nie ma nacieków. Ściany są suche, brak jest na nich roślinności.

## Historia odkryć
Jaskinię odkryli oraz sporządzili jej plan i opis B. i T. Zwijacz-Kozica w 1994 roku.